# Segretariato attività ecumeniche
Il Segretariato attività ecumeniche (SAE) è una associazione interconfessionale di laiche e laici per l'ecumenismo e il dialogo, a partire dal dialogo ebraico-cristiano.

## Storia
La fondatrice, prima presidente e dal 1996 fino alla sua scomparsa presidente emerita, Maria Vingiani, fin dal 1947 aveva iniziato un'attività di dialogo e di formazione ecumenica a Venezia, ove la sua famiglia, di origine meridionale, si era stabilita dopo vari spostamenti cui il padre si era dovuto piegare in periodo fascista. Nel 1959, all'annuncio del Concilio ecumenico Vaticano II, Maria si trasferì a Roma, e qui riprese con nuovo slancio, e col sostegno del cardinale Agostino Bea, l’attività ecumenica, raccogliendo a tale scopo intorno a sé un gruppo di amici, inizialmente cattolici ma ben presto integrati da esponenti delle altre confessioni cristiane.
Questa prima compagine dal 1965 prese il nome di SAE (Segretariato Attività Ecumeniche) e nel 1966 si costituì formalmente in Associazione nazionale di laici, articolata per gruppi locali. Ma già nell’agosto 1964 era stata organizzata la prima delle annuali sessioni estive di formazione ecumenica, che sarebbero continuate ad essere l’impegno principale e caratterizzante dell’associazione, e alle quali si sarebbero poi aggiunti dei più brevi convegni primaverili.
Dal lavoro svolto nelle sessioni e nei convegni, e dall’incontro tra gli esperti che vi partecipavano, nel corso degli anni ’70 sono sorti alcuni gruppi interconfessionali di studio e di proposta che hanno affiancato l’attività ordinaria dell’associazione: il gruppo per i matrimoni interconfessionali, che ha contribuito all’elaborazione dei documenti delle chiese sulla questione, il gruppo per la catechesi ecumenica, che ha prodotto vari studi e sussidi in materia, e il gruppo teologico, tuttora attivo, che ha elaborato riflessioni e documenti su temi di interesse ecumenico, anche in contatto con organismi ecumenici internazionali.
A queste iniziative si aggiunsero varie forme di coinvolgimento in eventi ecclesiali ed ecumenici, in Italia e all’estero. Tra queste, tra gli anni ’70 e  ’80, la collaborazione con l’ABU (Alleanza Biblica Universale) per la traduzione interconfessionale della Bibbia in lingua corrente (TILC)  e la sua diffusione.
Mentre sviluppava la propria attività pubblica, il SAE è venuto ulteriormente precisando la propria forma istituzionale, che si è definita quale «associazione interconfessionale di laiche e laici per l’ecumenismo e il dialogo, a partire dal dialogo ebraico-cristiano». 
Nel 1996, con l'elezione della nuova presidente, Elena Milazzo Covini, la sede centrale si è trasferita a Milano. Dal 2004, ne è stato presidente Mario (Meo) Gnocchi, cui è succeduta nel 2012 Marianita Montresor, nel 2016 Piero Stefani e nel 2022 Erica Sfredda, valdese, prima presidente di confessione protestante nella storia dell'associazione.

## Finalità
Dallo statuto si rileva che lo scopo dell'associazione è propriamente quello di “assicurare in modo permanente e di espandere l'esperienza del dialogo e il servizio di formazione ecumenica, nella volontà di contribuire all'attuazione dei documenti ecumenici e di dialogo delle varie Chiese, a partire da quelli prodotti dal Concilio ecumenico Vaticano II e dal Consiglio ecumenico delle Chiese (C.E.C.)”. 
“L'Attività dell'Associazione è intesa alla promozione di una cultura di rispetto tra diverse espressioni religiose, di educazione alla collaborazione per la giustizia, la pace e la salvaguardia del Creato.”

## Attività
Le attività principali dei gruppi locali sono: impegno di preghiera, di studio biblico e teologico; incontri di dialogo, di confronto, di testimonianza e di servizio comune; sostegno, collaborazione e consulenza per iniziative diocesane, di altre comunità cristiane o, più in generale, della società civile.
In sede nazionale vengono organizzate iniziative di formazione ecumenica, promozione di esperienze di dialogo interconfessionale, ebraico-cristiano e anche più ampiamente interreligioso.

### Le sessioni estive di formazione ecumenica
La più nota e partecipata attività del SAE è l'annuale sessione estiva di formazione ecumenica che si tiene ininterrottamente dal 1964 e di cui vengono pubblicati regolarmente gli Atti, che costituiscono così una imponente biblioteca ecumenica. Si tratta di un importante evento che raduna ogni anno  alcune centinaia di corsisti (principalmente cristiani delle diverse confessioni ed ebrei, ma anche musulmani e appartenenti ad altre religioni, oltre che rappresentanti della cultura laica) per una settimana di conoscenza, di dialogo, di scambio di esperienze e di vita comune, nella trattazione di un tema di interesse teologico, culturale e sociale, articolata in meditazioni bibliche, celebrazioni liturgiche, relazioni teoriche, gruppi di studio e laboratori.
Alla realizzazione di queste iniziative ha concorso una serie innumerevole e qualificata di esperti, di testimoni e di maestri delle varie confessioni cristiane, dell’ebraismo, di altre religioni e della cultura laica (uomini e donne, italiani e stranieri) che hanno dato al SAE il contributo della loro dottrina, del loro pensiero e della loro esperienza spirituale e culturale..

### I convegni primaverili
Alle sessioni estive si affianca abitualmente ogni anno un più breve convegno primaverile, dedicato a un tema – complementare alla sessione o da essa indipendente – di generale orientamento ecumenico o di specifico interesse teologico e culturale. I convegni di primavera si svolgono di volta in volta in una diversa località italiana, scelta in una zona ove siano attivi gruppi locali del SAE.